# Gabriel Ier Movilă
Gabriel Ier Movilă (mort en décembre 1635). prince de Valachie en 1616 puis de 1618 à 1620.
Fils de Simion Ier Movilă il accède au trône de Valachie en 1616 mais il n'est pas reconnu par le gouvernement ottoman qui lui préfère Alexandru IV Iliaș. Il obtient sa nomination en juin 1618 mais il est remplacé dès juillet 1620 par Radu IX Mihnea.
Il se retire en Transylvanie où il meurt. Il avait épousé une noble hongroise Erzébet Zolyomy. Le couple semble être resté sans enfant.